# Marantochloa comorensis
Marantochloa comorensis là một loài thực vật có hoa trong họ Marantaceae. Loài này được Jean Antoine Arthur Gris mô tả khoa học đầu tiên năm 1860.

## Phân bố
Loài bản địa Comoros, Mayotte, Madagascar.